# Bruno Bichir
Bruno Bichir Nájera (Ciudad de México, 6 de octubre de 1967) es un actor mexicano, perteneciente a la familia Bichir, una familia de actores de origen libanés.
Es hermano de los también actores Demián Bichir y Odiseo Bichir, e hijo de Alejandro Bichir y Maricruz Nájera. Ha actuado en obras de teatro, películas y telenovelas. Ha sido un importante impulsor del teatro en México a través de su labor en el Foro Shakespeare.

## Filmografía en Estados Unidos
- Under Fire (1983) como boy at Jazy's house.
- Death and the Compass (1992) como "drug addict II".
- Lucky Break (1992) como Vicente.
- Casa de los babys (2003) como Diómedes.
- Julia (2008) como Diego.
- Narcos (2015) como Fernando Duque
- Absentia (2017) Daniel Vega
- Sicario: Day of the Soldado (2018) Angel
- Titans (2018) como Niles Caulder / Chief
- The Quarry (2020) como David Martin
- Locked In (2020) como Lee
- Party of Five (2020) Javier Acosta
- The mosquito Coast (serie de television, 2021)[1]
- Ozark (serie de televisiion, 2022)[2]

## Filmografía en México, España y Argentina
- Caras vemos (2024), Luis[3]
- Las Azules (2024)[4]
- Búnker (serie de televisión) (2021), como Vladimiro.
- Perfectos desconocidos (2018), como Antonio Ramos
- Ciudadano Buelna (2013), como Antonio Díaz Soto y Gama
- Todas mias (2012), como Lucas Romero
- Soy tu fan (México) (2012), como Bruno.
- El mural (2010), como David Alfaro Siqueiros
- Conejo en la Luna
- La mujer de mi hermano (2005)
- La casa de Los Babys (2003), como Diómedes (coproducción con los Estados Unidos).
- Ciudades oscuras (2002), como Satanás.
- Hasta los huesos (2001), como el hombre (voz) (cortometraje).
- Sin noticias de Dios (Bendito infierno) (2001), como Eduardo (producción española).
- Crónica de un desayuno (2000), como Marcos.
- La toma de la embajada (1999), como Ricardo Galán, embajador de México (coproducción con Venezuela y Colombia).
- Extraños (1999), como Kurt (producción española).
- Cruz (1998) (cortometraje).
- El evangelio de las maravillas (1998), como Gavilán (coproducción con Argentina, España y Francia).
- Katuwira, donde nacen y mueren los sueños (1997), como Nicolás (coproducción con España).
- El anzuelo (1996), como Carlos.
- Death and the Compass (La muerte y la brújula) (1996), como drogadicto II (producción británica).
- El callejón de los milagros (1995), como Abel.
- Nadie hablará de nosotras cuando hayamos muerto (1995), como policía de la DEA (producción española).
- Santo enredo (1994), como Juan Chon.
- Días de combate (1994), como Carlos Vargas.
- Amorosos fantasmas (1994)
- El jardín del edén (1994), como Felipe Reyes.
- Algunas nubes (1993), como Carlos Vargas.
- Un año perdido (1993)
- Principio y fin (1993), como Nicolás Botero.
- Golpe de suerte (1992), como Vicente.
- El patrullero (Highway Patrolman) (1992), como Aníbal Guerrero (coproducción con los Estados Unidos).
- Serpientes y escaleras (1992), como Raúl.
- ¡Aquí espantan! (1993), como Pablo.
- Anatomía de una violación (1991)
- Cazador de cabezas (1992)
- Luna de miel al cuarto menguante (1990)
- Llueve otra vez (1989)
- Rojo amanecer (1989), como Sergio.
- Mariana, Mariana (1987), como amigo de Hector.
- Under Fire (Bajo fuego) (1983), como muchacho (producción estadounidense).
- Frida, naturaleza viva (1983), como joven sandinista.
- Fantoche (1976), niño (no acreditado)

## Teatro
- Cabaret (2005–06) con Itati Cantoral y Chantal Andere.
- Estás ahí (2005) con Mariana Gaja y Daniel Giménez Cacho.
- Extras con Odiseo y Demian Bichir.
- El Último Preso (2012)con Odiseo, Demian y Alejandro Bichir.
- Café de Chinos (2017) con Odiseo Bichir.
- Oleanna (2018) con Tato Alexander.

## Doblaje
- Tierra de osos (2003), como Kenai.
- Una película de huevos (2006), como Toto.
- Otra película de huevos y un pollo (2009), como Toto.
- Un gallo con muchos huevos (2015), como Toto.
- Un rescate de huevitos (2021), como Toto.
- Huevitos congelados (2022), como Toto.
- Las leyendas: el origen (2022), como Aniceto.

## Premios

### Premios Ariel
8 nominaciones a los Premios Ariel como:
Mejor Actor 
- 2001 nominación por Crónica de un desayuno.
- 1996 nominación por El anzuelo.
- 1995 nominación por El jardín del Edén.
- 1994 ganador por Principio y fin.

Mejor Actor de Reparto
- 1999 nominación por El evangelio de las maravillas.
- 1997 nominación por Amorosos fantasmas.
- 1993 nomimación por Golpe de suerte.
- 1992 nominación for El patrullero.

### MTV Movie Awards-México
- 2002 nominación por Ciudades oscuras.
- 2001 nominación por Sin noticias de Dios (Bendito infierno).
- 1995, por El callejón de los milagros.

## Telenovelas deTV Azteca
- Amor en custodia (2005–2006) como Conrado.
- La heredera (2004) como Santiago.
- La calle de las novias (2000) como Sergio.
- Háblame de amor (1999) como Esteban.

## Telenovelas deTelevisa
- Mujeres de negro (2016) como Zacarías Zaldívar
- La culpa (1996) como Adolfo Mendizábal.
- Sueño de amor (1993) como Franci.
- Morir para vivir (1989) como Julio

## Televisión

### Canal 11
- Yo sólo sé que no he cenado Archivado el 6 de febrero de 2020 en Wayback Machine. (2012-2017)